# ليلة القبض على الوزير (فلم)
ليلة القبض على الوزير فيلم كويتي أنتج سنة 1993.

## طاقم العمل
تألف طاقم العمل من:

### إخراج
- مخرج: عبدالله السلمان
- مساعد مخرج: سليمان المفيدي

### تأليف
ثائر شامل

### تمثيل
- يونس شلبي
- محمد العجيمي
- عبدالله السلمان
- زهرة الخرجي
- احمد السلمان
- فيصل بوغازي
- سليمان المفيدي
- ياسر العماري
- بدر الطيار
- حياة تقي
- حمد فرحان
- جابر باقر
- أنيس الحبيب
- رامي العبدالله
- دخيل النبهان
- محمد المنيع – ضيف الشرف